# Robert Rollin
Robert Rollin (New York, 16 februari 1947) is een Amerikaans componist, muziekpedagoog en pianist.

## Levensloop
Rollin schreef op 8-jarige leeftijd zijn eerste kleine werken. Op advies van de dirigent Erich Leinsdorf studeerde hij aan de Juilliard School of Music in New York en aan het City College in New York. Zijn compositie leraren waren onder andere Mark Brunswick en Ravi Shankar. Aansluitend studeerde hij aan de Cornell University in Ithaca onder andere bij Karel Husa en Robert Palmer en promoveerde aldaar tot Ph.D. (Philosophiæ Doctor). Met een studiebeurs kon hij dan nog zijn studies aan de Hochschule für Musik und Theater Hamburg bij György Ligeti en tijdens de Darmstädter Ferienkurse für Neue Musik voltooien. 
Hij werd docent en later professor aan de Dana School of Music van de Youngstown State University in Youngstown (Ohio). Rollin werd onderscheiden met de Ohio Governor's Award for Creative Excellence. Onder andere is hij ook mede-editor van het muziektheorie magazine "Ex tempore" en is auteur van meerdere artikelen over compositie en muziekgeschiedenis. 
Hij was medeoprichter en coördinator van de International Dana New Music Festival en is dirigent van het Dana Festival Chamber Orchestra. 

## Composities

### Werken voor orkest
- 1983 Three Western Sound-Images, voor orkest
- 1988 Song of Deborah, voor sopraan, sopraansaxofoon, altsaxofoon, 2 trompetten, trombone, tuba, pauken, slagwerk en strijkers
- 1990 Renaissance Suite, voor orkest
- 1993 Dreamtime Images, voor orkest
- 1997 Colloquy of Freedom, voor strijkorkest
- 1998 By the Fireside, voor cello solo, strijkkwartet en strijkorkest
- 1998 Memorial Pavan, voor strijkorkest
- 1999 Memorial Fanfares and Pavans, voor orkest
- 2003 African Images, voor viool en strijkorkest
- 2003 Fantasy on Polish Folk Songs, voor viool en strijkorkest
- 2003 Lyric counterpoint on a Theme by Warshawsky, voor viool en strijkorkest
- 2005 El Pajaro Errante (The Wandering Bird), voor orkest

#### Concerten voor instrumenten en orkest
- 1980 Concert, voor blazerskwintet en orkest
- 1992 Concert, voor viool en orkest
- 1997 Concert, voor gitaar en orkest
- 1998 Concerto Pastorale, voor hoorn en orkest
- 2004 Double Concerto, voor altviool, contrabas, harp en strijkorkest
- Concert, voor altviool en orkest

### Werken voor harmonieorkest
- 1971 Seven Sound Images on Seven Stanzas by a Child, voor piano en harmonieorkest
- 1972 Aquarelles, voor harmonieorkest
- 1980 Antiphon-Fare, voor orgel, tuba-kwartet. 2 tamtams en harmonieorkest
- 1984 Chromatic Suite Concertante, voor harmonieorkest
- 1991 Renaissance Dance, voor harmonieorkest
- 1998 Hornpipes and Sarabandes, voor harmonieorkest

### Cantates
- 1995 Cantata: In Praise of Freedom, cantate voor bariton en orkest
- 2000 Cantata in Praise of Freedom, cantate voor bariton, orgel en slagwerk

### Muziektheater

#### Opera's
- 2007 Meister Raro (on the last years of Robert Schumann), 3 aktes - libretto: Lorrayne Baird Lange

#### Balletten
- 1995 Cityscapes kamerballet voor dwarsfluit, gitaar, piano en contrabas

#### Toneelwerken
- 1967 The Only Jealousy of Emer, voor bariton, mandoline en cello - tekst: William Butler Yeats
- 1998 Enemy of the People, voor kamerensemble - tekst: Henrik Ibsen
- 2001 The Secret Annex, voor strijkorkest - tekst: John Ballantyne

### Werken voor koren
- 1980 Di Mizinke Oysgegben, voor tweestemmig koor
- 1980 Di Mame iz Gegangen, voor tweestemmig koor
- 1980 Di Yontevdike Teyg, voor tweestemmig koor
- 1981 Shalom Aleychem, voor tenor, gemengd koor, piano en strijkkwartet
- 1985 David of the White Rock (Welsh folk song), voor mannenkoor
- 1985 Fairest Gwyn (Welsh folk song), voor mannenkoor
- 1985 Springtime is Returning (Welsh folk song), voor mannenkoor
- 1997 Hulyet, Hulyet Kinderlach!, voor vrouwenkoor en piano
- 1998 Gloria Nova, voor gemengd koor a capella - tekst: Gerard Hopkins

### Vocale muziek
- 1969 Down by the Salley Gardens, voor bariton, dwarsfluit, hobo, altviool en piano - tekst: William Butler Yeats
- 1970 Brown Penny, voor mezzosopraan, bariton, dwarsfluit, hobo, viool, altviool en cello - tekst: William Butler Yeats
- 1970 The Cat and the Moon, voor mezzosopraan, dwarsfluit, hobo, cello en piano - tekst: William Butler Yeats
- 1970 The Old Men, voor bariton, dwarsfluit, viool, altviool en cello - tekst: William Butler Yeats
- 1979 Eyfin Pripetchuk, voor tenor solo en gemengd koor
- 1989 Song of Deborah, voor sopraan met sopraansaxofoon, altsaxofoon, 2 trompetten, trombone, tuba, pauken, slagwerk en strijkers

### Kamermuziek
- 1963 Strijkkwartet nr. 1
- 1970 Movement in Rupak Tal, voor twee violen
- 1973 Thematic Transformation, voor strijkkwartet
- 1975 Reflections on Ruin by the Sea, voor trompet en piano
- 1975 Suite, voor blazerskwintet
- 1979 F.S.I.D. (For Six in Darmstadt), voor dwarsfluit, klarinet, viool, cello, piano en slagwerk
- 1980 Introduction and Canon, voor twee klarinetten
- 1980 Prelude and Dance for Five, voor altfluit, trompet, hoorn, trombone en contrabas
- 1980 Two Jazz Moods, voor altsaxofoon en piano
- 1981 Impressions of a Baudelaire Poem, voor 2 fagotten en piano
- 1981 Recollections, voor klarinet en piano
- 1985 Sonata Pastorale, voor hoorn en piano
- 1985 Sonatina, voor tuba en piano
- 1986 Five Pieces on Legends of the Seneca Indians, voor dwarsfluit en piano
- 1987 Concertino nr. 1, voor hobo, fagot en slagwerk
- 1989 The Raven and the First Men, voor hoorn, tuba, piano en elektronica
- 1991 Nine Seascapes, voor hobo en trompet
- 1991 Six Lyric Studies on Poems of William Blake, voor koperkwintet
- 1992 American Variations, voor viool en gitaar (ook dwarsfluit en gitaar)
- 1992 Suite Concertant, voor viool en piano
- 1993 Quodlibitus Bibendum, voor tubakwartet
- 1994 Ballad and Samba, voor saxofoonkwartet
- 1995 Hebraic Suite, voor strijkkwartet
- 1996 Canon Cantabile, voor 4 blokfluiten in F
- 1998 Greensleeves Variations, voor viool en altviool
- 1998 Lyric Counterpoint on a Theme by Warshawsky, voor viool en piano
- 1998 Roman Castillo, voor viool en piano
- 1998 Rondo Capriccioso, voor trompet/flugelhoorn en piano
- 1998 Trio on a Poem of D.H. Lawrence, voor klarinet, altviool en piano
- 1998 Two Ladino Songs, voor viool en piano
- 1998 The Wandering Bird, voor viool en piano
- 1998 Variations and Interludes on an Old Polish Carol "Lulajze Jezuniu", voor viool en piano
- 2000 Klezmer Refrains, voor hobo, viool, altviool, cello, gitaar en klavecimbel
- 2000 Legends, trio voor dwarsfluit, altviool en harp
- 2000 The Ravens, voor viool en altviool
- 2000 Three Fugues in the Ancient Style, voor koperkwintet
- 2000 Yo Quisiera Quererte (If You Were only mine), voor viool en piano
- 2002 Welsh Song, voor viool en piano
- 2003 Hebraic Prayer, voor viool en piano
- 2003 Images of Africa, voor viool en piano
- 2003 Passover Songs, voor viool en piano
- 2003 Rhapsody in Memoriam, voor sopraansaxofoon, viool en piano
- 2003 The Keeper in Summer, voor viool en altviool
- 2005 Fanfares and Pavans, voor 4 violen en piano
- 2005 Song and Dance, voor viool en piano
- 2006 Klezmer Dance, thema en variaties over de Chassidic folk song "Hulyet, Hulet Kinderlach!", voor viool en piano
- 2006 The Holidays, voor viool en piano
- 2006 Trio Tonada, voor trompet, trombone en tuba
- 2006 Two Klezmer Wedding Songs, voor viool en piano
- 2006 Two Klezmer Pieces about the Rabbi, voor viool en piano
- 2007 Celtic Duo, voor viool en altviool
- 2007 Chamber Concerto, voor tuba met piccolo/dwarsfluit, hobo/klarinet, saxofoon, trompet, trombone en slagwerk
- 2007 Concertino, voor klarinet, hoorn (ook voor hobo en hoorn) en zes slagwerkers
- 2007 Concertino nr. 2, voor dwarsfluit, tuba en zes slagwerkers
- 2007 Concertino nr. 3, voor blazerskwintet en zes slagwerkers
- 2007 Eight Miniatures on Paintings by Marc Chagall, voor hoornkwintet
- Dinu's Mysterious Rag, voor dwarsfluit, gitaar, 2 violen, altviool, cello, contrabas en piano
- Scherzo in Rupak Tal, voor strijkkwartet

### Werken voor toetseninstrumenten

#### Piano
- 1969 Night Thoughts I
- 1971 Seven Sound Images on Seven Stanzas by a Child
- 1983 Night Thoughts II
- 1995 Two Contrasts, voor twee piano's
- 1998 Fantasy on an Old Polish Folk Song, voor piano vierhandig
- 2005 Ballade

#### Klavecimbel
- 1990 Variations and Interludes on an Original American Theme

### Werken voor gitaar
- 1991 Hebraic Contrasts
  1. Meditation
  2. Hassidic Dance
  3. Intermezzo
  4. Hassidic Song
- 2000 The Three Ravens
- 2000 Three Spanish Sound Images